# Ковалево (Вармінсько-Мазурське воєводство)
Ковалево (пол. Kowalewo, нім. Richtwalde) — село в Польщі, у гміні Біла Піська Піського повіту Вармінсько-Мазурського воєводства.
Населення — 194 особи (2011).

## Демографія
Демографічна структура станом на 31 березня 2011 року:
|          | Загалом | Допрацездатний вік | Працездатний вік | Постпрацездатний вік |
| -------- | ------- | ------------------ | ---------------- | -------------------- |
| Чоловіки | 99      | 25                 | 66               | 8                    |
| Жінки    | 95      | 27                 | 52               | 16                   |
| Разом    | 194     | 52                 | 118              | 24                   |